# Joan Peebles
Joan Augusta „Brownie“ Peebles (* 5. Januar 1899 in New Westminster/British Columbia; † 11. Oktober 1991 in New Westminster) war eine kanadische Konzert- und Opernsängerin (Alt).

## Leben
Peebles arbeitete fünf Jahre als Lehrerin, bevor sie 1923 beim British Columbia Music Festival die Hudson’s Bay Company Medal gewann. Danach begann sie ein Gesangsstudium bei Jean Blake Coulthard, das sie in New York, an der Eastman School of Music in Rochester und an der Royal Academy of Music in London fortsetzte. 1924 hatte sie in Rochester ihr Debüt als Konzertsängerin unter der Leitung von Eugène Aynsley Goossens. Als Opernsängerin debütierte sie im Folgejahr in der Rolle der Nancy in Flotows Martha. In der gleichen Rolle trat sie 1926 in der ersten Opernaufführung, die in Chautauqua stattfand, auf. Bis 1942 kehrte sie in jeder Saison als Erste Altistin nach Chautauqua zurück.
Von 1927 bis 1929 tourte sie mit der American Opera Company durch Kanada und die USA, wobei sie besonderen Erfolg in der Titelrolle von Bizets Carmen hatte. Ihre einzigen kommerziellen Aufnahmen waren Auszüge aus Carmen mit Raoul Jobin für das National Committee for Music Appreciation. In den 1930er Jahren trat sie beim Banff Scottish Music Festival und beim Worcester Festival und an den Opernhäusern von Detroit und Philadelphia auf. Daneben hatte sie zahlreiche Hörfunkauftritte, u. a. als Carmen mit Edward Johnson beim Radiosender CFRB in Toronto.
1942 beendete Peebles ihre aktive Laufbahn und ließ sich in Titusville nieder, wo sie privaten Klavier- und Gesangsunterricht gab. 1974 kehrte sie in ihre Heimatstadt New Westminster zurück.